# Anatolij Bykov (zápasník)
Anatolij Michajlovič Bykov (* 6. srpna 1953 Magadan) je bývalý sovětský a kazachstánský zápasník – klasik ruské národnosti, olympijský vítěz z roku 1976.

## Sportovní kariéra
Zápasení se věnoval od svých 13 let v kazašské Almaty, kde žil u své babičky po rozvodu rodičů. Specializoval se na řecko-římský (klasický) styl. Vrcholově se připravoval v policejním sportovním centru Dinamo. Jeho osobním trenérem byl po celou sportovní kariéru Viktor Jermakov. V sovětské mužské reprezentaci se prosazoval do roku 1975 ve váze do 74 kg.
V roce 1976 uspěl v sovětské olympijské nominaci a jako úřadující mistr světa startoval na olympijských hrách v Montréalu. Ve čtvrtém kole otočil v závěrečné minutě zápas s Rumunem Gheorghem Ciobotarem a zvítězil 7:6 na body. S jedním klasifikačním bodem postoupil do závěrečného zápasu proti Vítězslavu Máchovi z Československa. Finále rozhodl v jeho třetí části, když při vedení 4:2 strhem za 3 body navýšil skóre a po vítězství 7:3 na technické body získal zlatou olympijskou medaili.
V roce 1980 startoval jako obhájce zlaté olympijské medaile na domácích olympijských hrách v Moskvě. Od prvního kola ztrácel klasifikační body a v rozhodujícím zápase musel porazit Maďara Ference Kocsise na lopatky (před časovým limitem) k zisku zlaté olympijské medaile. Na svého výborně připraveného soupeře však nestačil a získal stříbrnou olympijskou medaili. Sportovní kariéru ukončil v roce 1981. Věnoval se trenérské práci. Po rozpadu Sovětského svazu v roce 1991 se přesunul s rodinou do Kanady, kde má trvalý pobyt.

## Výsledky
| Turnaj             | 1970 | 1971 | 1972 | 1973 | 1974 | 1975 | 1976 | 1977 | 1978 | 1979 | 1980 |
| Turnaj             | 17   | 18   | 19   | 20   | 21   | 22   | 23   | 24   | 25   | 26   | 27   |
| Turnaj             | -68  | -68  | -68  | -68  | -74  | -74  | -74  | -74  | -74  | -74  | -74  |
| ------------------ | ---- | ---- | ---- | ---- | ---- | ---- | ---- | ---- | ---- | ---- | ---- |
| Olympijské hry     |      |      | —    |      |      |      | 1.   |      |      |      | 2.   |
| Mistrovství světa  | —    | —    |      | —    | —    | 1.   |      | 4.   | —    | —    |      |
| Mistrovství Evropy | —    | —    | —    | —    | —    | —    | —    | —    | 2.   | —    | —    |
| ME nadějí          | 3.   |      | —    |      |      |      |      |      |      |      |      |
| MS juniorů         | 1.   |      | 1.   |      |      |      |      |      |      |      |      |